# 101-й пограничный отряд войск НКВД
101-й пограничный отряд войск НКВД — соединение пограничных войск НКВД СССР, принимавшее участие в Великой Отечественной войне.

## История
Сформирован 1 мая 1940 года в составе войск НКВД Карело-Финского пограничного округа. За 8 месяцев 1940 года отряд задержал 24 нарушителей государственной границы.
На 22 июня 1941 года отряд, насчитывая 1377 человек личного состава, находился на обороне на участке советской государственной границы в районе Алакуртти.
В состав отряда входили 1-я пограничная комендатура в составе 1-й резервной пограничной заставы, 1-й — 4-й пограничных застав, 2-я пограничная комендатура в составе 2-й резервной пограничной заставы, 5-й — 8-й пограничных застав, 3-я пограничная комендатура в составе 3-й резервной пограничной заставы, 9-й — 12-й пограничных застав, 4-я пограничная комендатура в составе 4-й резервной пограничной заставы, 13-й — 16-й пограничных застав. Входил в состав Управления пограничных войск НКВД Карело-Финского пограничного округа.
Штаб отряда находился в посёлке Куолоярви.
В составе действующей армии с 22 июня 1941 по 30 ноября 1941 года.
С началом войны в ходе оборонительной операции отряд был оперативно подчинён 42-му стрелковому корпусу и приступил к боевым действиям с 1 июля 1941 года на кандалакшском направлении в районе Салла, где совместно с армейскими частями стойко, вплоть до 8 июля 1941 года, держал оборону, а затем, в июле-августе 1941 года у Кайрала, по линии озёр.  В августе 1941 года Военным советом 14-й армии отряд был выведен из состава 42-го стрелкового корпуса для охраны тыла корпуса и партизанских действий во вражеском тылу.
Отряд был перенацелен на ведение диверсионных действий в тылу противника по специальному плану, одновременно осуществляя задачи охраны тыла района боевых действий. Из отряда были выделены диверсионные группы, включающие роту пограничников, отдельную школу младшего начальствующего состава и армейскую роту (в каждой роте — взвод автоматчиков, а также по 9 ручных пулемётов, винтовки, по 4 гранаты на каждого бойца), для ведения партизанской войны с задачей уничтожения гарнизонов противника, баз, транспорта, средств связи, захвата пленных. Осуществляя внезапные налёты на тыловые части противника, отряд держал противника в постоянном напряжении и не позволял ему осуществлять диверсии в советском тылу. Действия группы вынудили противника выставить на охрану тыловых объектов 4 батальона полевых войск, при том, что в своей группировке на Кандалакшском направлении у него имелось всего 6 полков.
Вероятнее всего о действиях  диверсионных групп в сентябре 1941 года, именно из этого отряда речь шла в очерке К.В. Симонова
«Каким образом они появились в тылу, немцы так и не узнали. 

С моря? Но и в эту, и в предыдущую ночь на Баренцевом море бушевал девятибалльный шторм. 

С воздуха? Но уже третьи сутки небо было закрыто сплошной снежной пеленой. 

По суше через немецкие позиции? Но там всюду стояли патрули и вот уже третью ночь не было слышно ни одного выстрела. 

Словом, немцы не знали и не знают до сих пор, как появились в их тылу пограничники, наделавшие в эту ночь такого шума... 

Пограничники исчезли так же внезапно, как и появились, одним только им известным путём. Им лучше знать. На то они и пограничники!»   
С 22 июня по 09 июля 1941 года отряд при защите государственной границы сбил 3 самолёта, вывел из строя свыше 400 и взял в плен 2 гитлеровцев. 

С 13 по 19 сентября 1941 года отряд в полном составе под командованием полковника Жукова, зайдя в тыл противника, разгромил 3/392-го пехотного полка немцев, разведотряд дивизии «Норд», смешанный эскадрон самокатчиков общей численностью до двух батальонов и штаб 392-го пехотного полка немцев. На поле боя обнаружено убитых солдат и офицеров до 200 человек, потери противника ранеными — до 300 человек. Собраны трофеи: 14 станковых пулемётов, 10 ручных пулемётов, 4 миномёта, 1 противотанковый пулемёт, 417 винтовок и другое оружие. Уничтожено из-за невозможности перевозки 200 тыс. патронов, 6 тыс. мин. 

С 20 по 27 октября 1941 года отряд в районе Алакуртти во время рейда в тыл противника уничтожили на аэродроме 5 самолётов, 2 зенитных орудия, 1 радиостанцию, более 200 солдат и офицеров противника, захватили 2 пулемёта, 1 автомат. 

С 22 по 29 октября 1941 года группа капитана Зеленского в тылу финской и немецкой армии пустила под откос эшелон, уничтожила 6 мостов, 3 автомашины, около 30 солдат и офицеров противника. 

С 5 по 12 ноября 1941 года отряд, во время рейда в тыл финской и немецкой армии, уничтожил на коммуникациях противника 276 солдат и 4 офицера, подбил 6 танков, уничтожил 2 автомашины, 5 тяжёлых миномётов, 3 стационарные радиостанции, 7 станковых и 5 ручных пулемётов, 22000 винтовочных патронов, около 4000 гранат. 

С 08 по 09 ноября 1941 года группа Зеленского в ходе своей диверсионной деятельности в районе Алакуртти вывела из строя 4 танка, уничтожил 6 миномётов, 13 пулемётов, 2 тракторных тягача, 36 км телефонного кабеля, сжег 2 автомашины, 3 цистерны с горючим, танковую ремонтную мастерскую с запчастями, уничтожил около 180 солдат и офицеров, захватил знамя 1 Егерского батальона финской армии. 

30 ноября 1941 года переформирован в 101-й пограничный полк войск НКВД.

## Командиры
- полковник Жуков Георгий Андреевич - командир отряда
- майор Коханчук Пётр Тихонович - начальник штаба